# El secret de Thomas Crown
El secret de Thomas Crown (títol original: The Thomas Crown Affair) és una pel·lícula estatunidenca dirigida per John McTiernan, estrenada el 1999. Ha estat doblada al català. És un remake de la pel·lícula  L'Affaire Thomas Crown de Norman Jewison estrenada el 1968.

## Argument
Thomas Crown, home de negocis riquíssim i molt jugador, roba un famós quadre de Claude Monet al Metropolitan Museum of Art de Nova York. Una caça-recompenses que treballa per a la companyia asseguradora del quadre, Catherine Banning, és encarregada de trobar el lladre del quadre. Sospita immediatament de Thomas Crown.

## Repartiment
- Pierce Brosnan: Thomas Crown[2]
- Rene Russo: Catherine Banning[3]
- Denis Leary: Michael McCann[4]
- Faye Dunaway: la psiquiatra[5]
- Ben Gazzara: Andrew Wallace[6]
- Frankie Faison: Inspector Paretti
- Fritz Weaver: John Reynolds
- Charles Keating: Friedrich Golchan
- Mark Margolis: Heinrich Knutzhorn
- Esther Cañadas: Anna Knutzhorn
- Michael Lombard: Bobby McKinley
- James Saito: Paul Cheng

## Producció

### Desenvolupament
Pierce Brosnan, igualment productor del projecte, contacta el director John McTiernan. Després de declarar-se no disponible, accepta finalment de realitzar el film. Des de llavors, procedeix a diverses modificacions del guió: desitja que els espectadors apreciïn més el personatge de Thomas Crown. Mentre que el personatge encarnat per Steve McQueen al film original de 1968 assaltava dos bancs, suggereix que el de Pierce Brosnan només robi una obra d'art. Escriu un canvi inspirat en el Cavall de Troia amb càmeres tèrmiques. A més, John McTiernan pensa que l'escena del partit de polo del film original era massa « clixé ». Considera doncs una carrera de catamarans.

### Càsting
La psiquiatra de Thomas Crown no és altra que Faye Dunaway, que encarnava el principal personatge femení, Vicki Anderson, al film de 1968.

### Rodatge
El rodatge té lloc principalment a Nova York (Central Park, Manhattanville, Purchase, Bronx, Metropolitan Museum of Art, Biblioteca Pública de Nova York, ...) així com a l'Estat de Nova York (Yonkers, Elmira). Una part del film ha estat rodada a l'illa de Martinica (Sant-Pierre, aeroport internacional Martinica Aimé Césaire, ...).
Tom Priestley Jr. va reemplaçar el director de fotografia Ericson Core després de 8 dies de rodatge. Pierce Brosnan ha dirigit les seves pròpies escenes perilloses en l'escena del catamarà.

## Premis i nominacions
Font: Internet Movie Database

### Premis
- Premis Blockbuster Entertainment 2000: millor actor en un film dramàtic per a Pierce Brosnan, millor segon paper masculí a un film dramàtic per a Denis Leary

### Nominacions
- Premis Blockbuster Entertainment 2000: millor actriu en un film dramàtic per a Rene Russo
- Premis Satellite 2000: millor música original per a Bill Conti

## Crítica
- "Remake amb un munt d'espurna, però amb poca ànima o enginy"[10]
- "Aquest remake té un atracament millor, però menys química"[11]
- "Un thriller ultraelegant"[12]